# Río Negro (película)
Río Negro es un largometraje de 1990 del director venezolano-francés Atahualpa Lichy. Esta película forma parte del llamado "Nuevo cine venezolano". También es conocida como "Black River" en algunos países de lengua inglesa.

## Sinopsis
En 1912, al territorio de Río Negro en Venezuela, llega el ambicioso gobernador Osuna, nombrado por el dictador Juan Vicente Gómez. El caudillo local Carrera, quien domina en la región, lo enfrenta con sus macheteros. El coronel Tomás Funes quiere servir de mediador, pero su sed exacerbada de justicia lo conduce a ensangrentar la región.

## Distinciones

#### Premios
- Festival Internacional del Nuevo Cine Latinoamericano de La Habana 1985 : premio Coral al mejor guion inédito.
- Festival de Cine Latinoamericano de Biarritz 1990 : premio Makhila a la Opera prima.
- Festival Internacional de Cine de Cartagena de Indias 1991: premio India Catalina a la Opera prima.
- Premios Autores Cinematográficos de Venezuela (ANAC) 1991:
- Opera Prima
- Mejor actor de reparto (Javier Zapata)
- Mejor sonido.

#### Selecciones diversas
- Festival Internacional de Cine de Montreal 1990.
- Festival Internacional de Cine de San Sebastián, en competencia oficial, 1990.
- Canadá Festival Internacional de Cine de Toronto 1990 (sección Contemporary World Cinema).
- Festival de Cine de Londres 1990.
- Festival de Cine Iberoamericano de Huelva1991.
- Festival Internacional de Cine de Hong Kong 1991.
- Festival Internacional de Cine de Los Ángeles 1991 (American Film Institute).
- Festival de Cine Latino de Nueva York 1991 : en competencia oficial.
- Festival Internacional de Cine Latino de Chicago.
- Festival de Cine de Brujas (Bélgica).
- Festival Internacional de Cine de la OEA (Washington).
- Festival de Cine Internacional  de San Juan de Puerto Rico.

## Informaciones complementarias

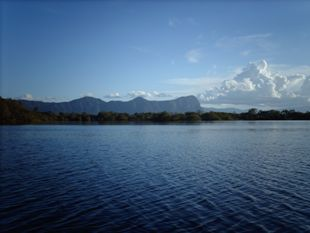
Los exteriores de la película se filmaron en la Amazonia y la Guayana Venezolana.

La trama está inspirada en hechos históricos, en particular, en el personaje de Tomás Funes, quien fue dictador de la región por siete años.
La historia transcurre durante el período denominado la Fiebre del Caucho, que se desarrolló en la región amazónica de Venezuela, Brasil, Perú, Colombia, Bolivia y Ecuador, el cual tuvo un auge económico de enormes proporciones.
Este tema ha sido tratado por José Eustasio Rivera en su novela La vorágine.
Según Celia Peris, Río Negro significa "la representación de una realidad latinoamericana que escapa a definiciones geográficas para llegar a la universalidad de un caciquismo exacerbado, inhumano e implacable."
Atahualpa Lichy define a su película como un "western amazónico", que refleja fundamentalmente, la lucha a muerte por el poder.

## Producción
Este largometraje es una coproducción entre la productora venezolana Yavita Filmsy la francesa Flach Films.
Río Negro obtuvo un aporte del Centro Nacional Autónomo de Cinematografía (CNAC) de Venezuela, el adelanto sobre ingresos (Avance sur recettes) otorgado por el Centro Nacional del Cine y la Imagen Animada (Francia) y el Fondo de ayuda Fonds Sud del Ministerio de Asuntos Exteriores (Francia). 
El guion de Río Negro obtuvo el Premio Coral al Mejor guion inédito en el Festival de Cine Latinoamericano de La Habana (Cuba) en 1985, lo cual significó un aporte del Instituto Cubano del Arte e Industria Cinematográficos (ICAIC) en la producción de la película. También recibió una participación de la Televisión Española (TVE).
Rodaje: 29 de mayo al 3 de agosto de 1989.
La película se estrenó en 1991 en Francia y en 1992, en Venezuela, recibiendo muy buenos comentarios de la crítica.